# Agris
Agris (prononcer [agʀi]) est une commune du Sud-Ouest de la France, située dans le département de la Charente (région Nouvelle-Aquitaine).

## Géographie

### Localisation et accès
Agris est une commune située à 19 km au nord-est d'Angoulême. Elle est aussi à 5 km au nord-ouest de La Rochefoucauld par la D 390 qui passe au bourg ou la D 6 qui passe au Pont-d'Agris.
La commune est aussi traversée par la D 11 de Vars à Chasseneuil et la D 12 vers Angoulême, ainsi que par des routes départementales de moindre importance : la D 175 de Pont-d'Agris à Saint-Claud par le Bois de Bel-Air, la D 40 vers la commune voisine de La Rochette, et la D 88 (route dite de la Duchesse) de La Rochefoucauld à Jauldes et Tourriers.
Agris est aussi à 10 km de Chasseneuil, 16 km de Mansle.
La gare la plus proche est celle de La Rochefoucauld desservie par les TER entre Angoulême et Limoges. L'aéroport d'Angoulême est à 10 km.

### Hameaux et lieux-dits
Le bourg est entouré de nombreux hameaux, et l'habitat se regroupe autour de la vallée de la Tardoire. Les principaux sont le Pont d'Agris, situé sur la rive droite et au carrefour de la D 6 et de la D 11, la Grange situé sur la rive gauche et la D 11 à la hauteur du bourg. Sur la rive droite, il y a aussi les Camus, les Fougères, la Côte, la Brousse, les Garrauds, et sur la rive gauche le Monac, chez Goby, les Martonnauds, les Chevilloux, qui font quasiment partie du bourg, les Vieilles Vaures au sud et les Treize Vents au nord.
Il y a aussi de nombreuses fermes. La partie forestière à l'ouest de la commune n'est pas habitée.

### Communes limitrophes
| La Rochette |       | Les Pins |
| Jauldes     | Agris |          |
| Brie        |       | Rivières |

### Géologie et relief
Le sol est constitué de calcaire datant du Jurassique moyen et supérieur (Callovien à Kimméridgien d'est en ouest). Le plateau à l'est de la vallée de la Tardoire est recouverte d'altérite et d'argile à silex provenant du Massif central tout proche (10 km à l'est) et déposé pendant l'ère tertiaire. La vallée est occupée par des alluvions et sur les bords par des terrasses de sable et graviers datant du quaternaire,,.
Dans la forêt domaniale de la Braconne existent des excavations dont la Fosse Limousine, la Fosse Mobile et la Fosse Rode, qui s'ouvrent sous forme de galerie tortueuses, dans les bancs du corallien supérieur. Ces effondrements, gouffres, galeries et concrétions, forment des sites spéléologiques, partie du karst de La Rochefoucauld.
Le relief de la commune est celui d'un plateau bas descendant en pente douce vers la vallée de la Tardoire, d'une altitude moyenne de 110 m. Le point culminant est à une altitude de 134 m, situé au sud-ouest dans la forêt de la Braconne près du Gros Fayant. Le point le plus bas est à 70 m, situé sur la Tardoire en face du bourg de La Rochette. Le bourg est à 80 m d'altitude.

### Hydrographie

#### Réseau hydrographique

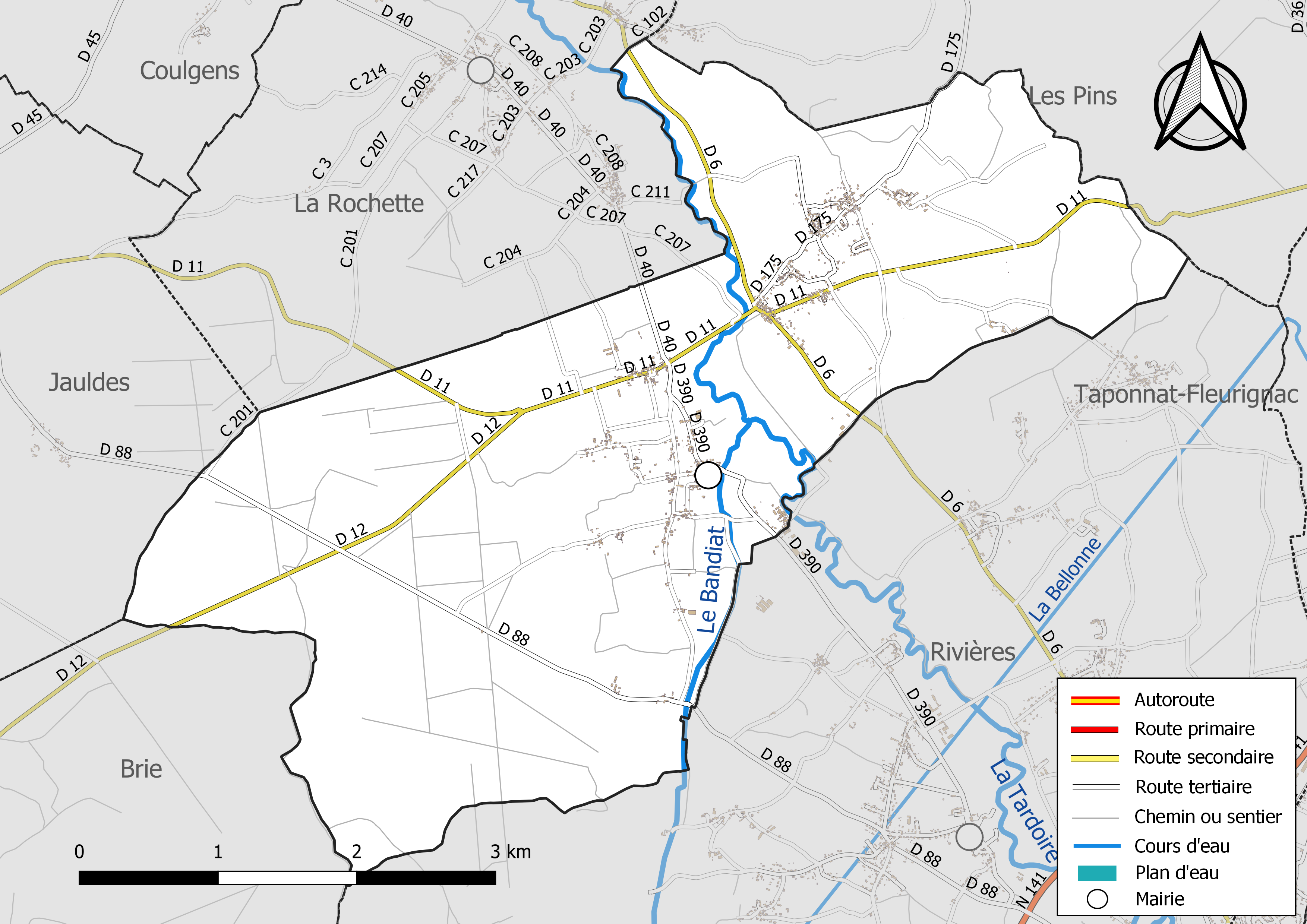
Réseaux hydrographique et routier d'Agris.

La commune est située dans  le bassin versant de la Charente au sein  du Bassin Adour-Garonne. Elle est drainée par la Tardoire et le Bandiat, qui constituent un réseau hydrographique de 7 km de longueur totale,.
Le Bandiat, d'une longueur totale de 91,2 km, prend sa source dans la commune de Saint-Léger-les-Vignes et se jette dans la Tardoire sur la commune, après avoir traversé 22 communes. Il est presque toujours à sec en été et ne rejoint jamais la Tardoire, car ses eaux sont absorbées par les gouffres successifs du karst de La Rochefoucauld. Son lit n'est plus qu'un fossé bordant un chemin entre les Vieilles Vaures et le bourg. En hiver, il atteint quand même les Vieilles Vaures, mais s'enfonce rapidement sous terre.
La Tardoire, d'une longueur totale de 114,1 km, prend sa source dans la commune de Pageas et se jette dans la Bonnieure à Saint-Ciers-sur-Bonnieure, après avoir traversé 28 communes. Elle est souvent à sec en été pour les mêmes raisons.

#### Gestion des cours d'eau
Le territoire communal est couvert par le schéma d'aménagement et de gestion des eaux (SAGE) « Charente ». Ce document de planification, dont le territoire correspond au bassin de la Charente, d'une superficie de 9 300 km2, a été approuvé le 19 novembre 2019. La structure porteuse de l'élaboration et de la mise en œuvre est l'établissement public territorial de bassin Charente. Il définit sur son territoire les objectifs généraux d’utilisation, de mise en valeur et de protection quantitative et qualitative des ressources en eau superficielle et souterraine, en respect des objectifs de qualité définis dans le troisième SDAGE  du Bassin Adour-Garonne qui couvre la période 2022-2027, approuvé le 10 mars 2022.

### Climat
Comme dans les trois quarts sud et ouest du département, le climat est océanique aquitain.

### Limite dialectale
La commune est dans le domaine de la langue d'oc, et marque la limite avec la langue d'oïl (à l'ouest). Elle est plus exactement dans un parler intermédiaire occitan, le marchois.

## Urbanisme

### Typologie
Au 1er janvier 2024, Agris est catégorisée commune rurale à habitat dispersé, selon la nouvelle grille communale de densité à 7 niveaux définie par l'Insee en 2022.
Elle est située hors unité urbaine. Par ailleurs la commune fait partie de l'aire d'attraction d'Angoulême, dont elle est une commune de la couronne,. Cette aire, qui regroupe 94 communes, est catégorisée dans les aires de 50 000 à moins de 200 000 habitants,.

### Occupation des sols
L'occupation des sols de la commune, telle qu'elle ressort de la base de données européenne d’occupation biophysique des sols Corine Land Cover (CLC), est marquée par l'importance des forêts et milieux semi-naturels (48,6 % en 2018), une proportion sensiblement équivalente à celle de 1990 (48,8 %). La répartition détaillée en 2018 est la suivante : 
forêts (41,5 %), terres arables (29,5 %), zones agricoles hétérogènes (15,4 %), milieux à végétation arbustive et/ou herbacée (7,1 %), zones urbanisées (6,5 %). L'évolution de l’occupation des sols de la commune et de ses infrastructures peut être observée sur les différentes représentations cartographiques du territoire : la carte de Cassini (XVIIIe siècle), la carte d'état-major (1820-1866) et les cartes ou photos aériennes de l'IGN pour la période actuelle (1950 à aujourd'hui).

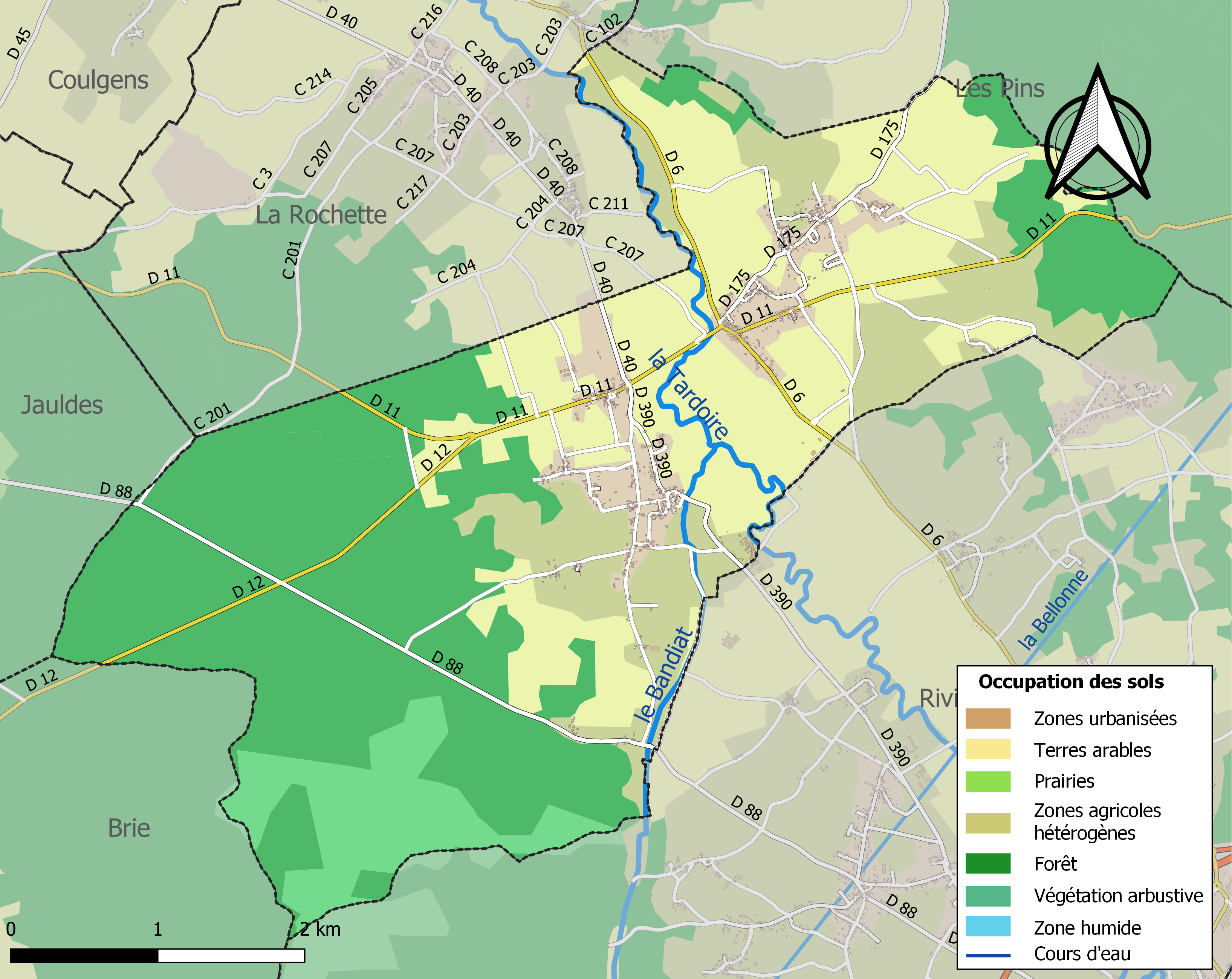
Carte des infrastructures et de l'occupation des sols de la commune en 2018 (CLC).

### Risques majeurs
Le territoire de la commune d'Agris est vulnérable à différents aléas naturels : météorologiques (tempête, orage, neige, grand froid, canicule ou sécheresse), inondations, feux de forêts, mouvements de terrains et séisme (sismicité modérée). Un site publié par le BRGM permet d'évaluer simplement et rapidement les risques d'un bien localisé soit par son adresse soit par le numéro de sa parcelle.
Certaines parties du territoire communal sont susceptibles d’être affectées par le risque d’inondation par débordement de cours d'eau, notamment la Tardoire et le Bandiat. La commune a été reconnue en état de catastrophe naturelle au titre des dommages causés par les inondations et coulées de boue survenues en 1982, 1983, 1993 et 1999,.
Agris est exposée au risque de feu de forêt du fait de la présence sur son territoire des forêts domaniales de Bois Blanc et de la Braconne. Un plan départemental de protection des forêts contre les incendies (PDPFCI) a été élaboré pour la période 2017-2026, faisant suite à un plan 2007-2016. Les mesures individuelles de prévention contre les incendies sont précisées par divers arrêtés préfectoraux et s’appliquent dans les zones exposées aux incendies de forêt et à moins de 200 mètres de celles-ci. L’arrêté du 3 mai 2016 réglemente l'emploi du feu en interdisant notamment d’apporter du feu, de fumer et de jeter des mégots de cigarette dans les espaces sensibles et sur les voies qui les traversent sous peine de sanctions. L'arrêté du 27 décembre 2019 rend le débroussaillement obligatoire, incombant au propriétaire ou ayant droit,,,.

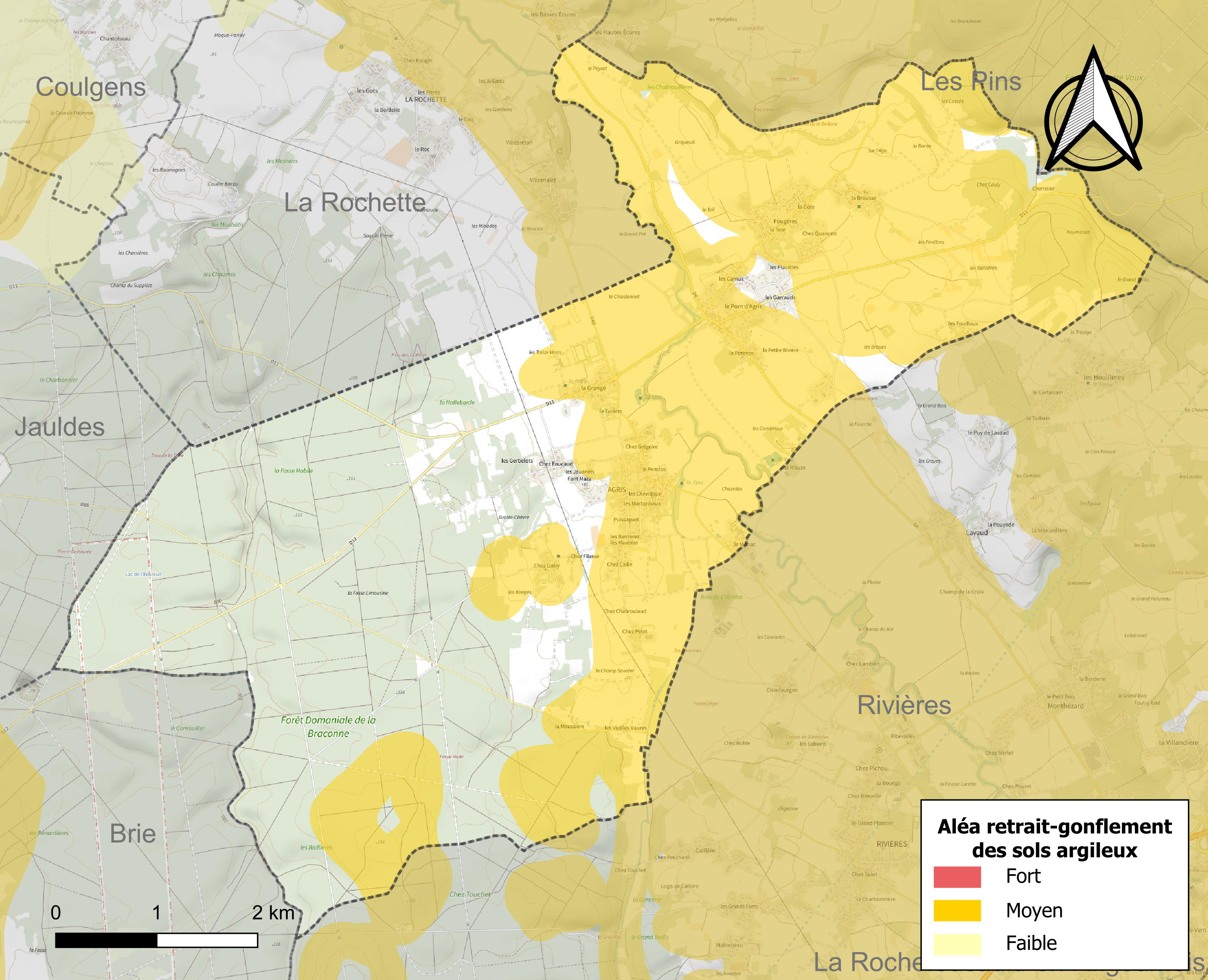
Carte des zones d'aléa retrait-gonflement des sols argileux d'Agris.

Les mouvements de terrains susceptibles de se produire sur la commune sont des affaissements et effondrements liés aux cavités souterraines (hors mines). Par ailleurs, afin de mieux appréhender le risque d’affaissement de terrain, l'inventaire national des cavités souterraines permet de localiser celles situées sur la commune.
Le retrait-gonflement des sols argileux est susceptible d'engendrer des dommages importants aux bâtiments en cas d’alternance de périodes de sécheresse et de pluie. 55 % de la superficie communale est en aléa moyen ou fort (67,4 % au niveau départemental et 48,5 % au niveau national). Sur les 444 bâtiments dénombrés sur la commune en 2019,  378 sont en aléa moyen ou fort, soit 85 %, à comparer aux 81 % au niveau départemental et 54 % au niveau national. Une cartographie de l'exposition du territoire national au retrait gonflement des sols argileux est disponible sur le site du BRGM,.
Par ailleurs, afin de mieux appréhender le risque d’affaissement de terrain, l'inventaire national des cavités souterraines permet de localiser celles situées sur la commune.
Concernant les mouvements de terrains, la commune a été reconnue en état de catastrophe naturelle au titre des dommages causés par la sécheresse en 2003 et 2011 et par des mouvements de terrain en 1999.

## Toponymie
Les formes anciennes sont Agrisio ou Agresio au XIIIe siècle.
Il y a deux hypothèses pour l'origine du nom d'Agris :
- Agris est issu du latin Acrisium (fundum) ce qui signifie que le village s'est développé à partir du domaine rural d'une certain Acrisius[28] (cf. Acrisius) avec fundum « domaine rural » sous-entendu.
- Agris procède du latin ager qui signifie « champ »[29], suivi du suffixe indigène -esio / -isio ?

Remarque : il existe un nom de personne gaulois Agrecius qui peut être dérivé de la racine agro- qui signifie « bataille, carnage », à moins d'y voir une réinterprétation et latinisation d'un *Agri-cū « chien de guerre »
Agris se nomme aussi Agris en occitan.

## Histoire

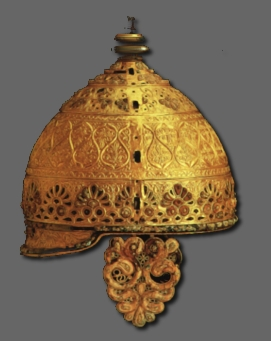
Le casque d'Agris.

La grotte des Perrats fut occupée au cours du Mésolithique, du Néolithique et de l'âge du bronze et fut pendant la période gauloise et au début de la période romaine un sanctuaire chthonien où ont été également trouvées des poteries, des armes et des outils du second âge du Fer. Des campagnes de fouilles archéologiques menée pendant près de vingt ans ont permirent d'y découvrir un casque d'apparat celte du IVe siècle av. J.-C. (en 1981), de très importants vestiges de l'âge du Bronze ainsi que des ossements humains datant du Mésolithique (VIIe millénaire av. J.-C.) portant des traces démontrant une pratique de cannibalisme.
Des photos aériennes indiquent des vestiges d'une occupation antique d'époque encore indéterminée.
À la Croix de la Tuilière, L. Bertand signale en 1934 une fabrique de tuiles (non datée).
Au lieu-dit le Champ de l'Église, une statuette de dieu assis tenant une bourse a été découverte en 1973, dont l'iconographie particulière est celle d'un dieu de l'abondance non clairement identifié,.

## Politique et administration

### Administration municipale
Agris a été créée en 1793 dans le canton de Jandes et le district de La Rochefoucauld pour passer en 1801 dans le canton de La Rochefoucauld et l'arrondissement d'Angoulême,.

### Liste des maires
| Période                                  | Période  | Identité          | Étiquette | Qualité             |
| ---------------------------------------- | -------- | ----------------- | --------- | ------------------- |
| 2001                                     | 2008     | Jacky Brandy      |           |                     |
| 2008                                     | 2020     | Christian Vimpère | SE        | Exploitant agricole |
| 2020                                     | En cours | Patrick Piveteau  |           |                     |
| Les données manquantes sont à compléter. |          |                   |           |                     |

### Tendances politiques et résultats des élections
[réf. nécessaire]

#### Élection présidentielle de 2002 (second tour)
Inscrits : 584 - Abst. : 14,04 % - Jacques Chirac : 366 voix (79,22 %) - Jean-Marie Le Pen : 96 voix (20,78 %)

#### Élection présidentielle de 2007 (second tour)
Inscrits : 607 - Abst. : 13,34 % - Ségolène Royal : 257 voix (50,79 %) - Nicolas Sarkozy : 249 voix (49,21 %)

#### Élection présidentielle de 2012 (second tour)
Inscrits : 611 - Abst. : 15,71 % - François Hollande : 277 voix (57,23 %) - Nicolas Sarkozy : 207 voix (42,77 %)

## Démographie
Les habitants sont appelés les Agritois ou les Agritauds.

### Évolution démographique
L'évolution du nombre d'habitants est connue à travers les recensements de la population effectués dans la commune depuis 1800. Pour les communes de moins de 10 000 habitants, une enquête de recensement portant sur toute la population est réalisée tous les cinq ans, les populations de référence des années intermédiaires étant quant à elles estimées par interpolation ou extrapolation. Pour la commune, le premier recensement exhaustif entrant dans le cadre du nouveau dispositif a été réalisé en 2008.

En 2022, la commune comptait 875 habitants, en évolution de +1,74 % par rapport à 2016 (Charente : −0,48 %, France hors Mayotte : +2,11 %).
| 1800  | 1806  | 1821  | 1831  | 1841  | 1846  | 1851  | 1856  | 1861  |
| ----- | ----- | ----- | ----- | ----- | ----- | ----- | ----- | ----- |
| 1 129 | 1 116 | 1 181 | 1 389 | 1 389 | 1 457 | 1 472 | 1 350 | 1 290 |

| 1866  | 1872  | 1876  | 1881  | 1886  | 1891  | 1896  | 1901  | 1906  |
| ----- | ----- | ----- | ----- | ----- | ----- | ----- | ----- | ----- |
| 1 308 | 1 212 | 1 204 | 1 209 | 1 182 | 1 140 | 1 026 | 1 120 | 1 125 |

| 1911  | 1921 | 1926 | 1931 | 1936 | 1946 | 1954 | 1962 | 1968 |
| ----- | ---- | ---- | ---- | ---- | ---- | ---- | ---- | ---- |
| 1 108 | 833  | 795  | 759  | 788  | 699  | 680  | 749  | 740  |

| 1975 | 1982 | 1990 | 1999 | 2006 | 2008 | 2013 | 2018 | 2022 |
| ---- | ---- | ---- | ---- | ---- | ---- | ---- | ---- | ---- |
| 789  | 811  | 732  | 710  | 792  | 816  | 836  | 854  | 875  |

Agris a connu son pic démographique en 1851 pour perdre 43 % de sa population de 1851 à 1921 et depuis la population s'est stabilisée autour de 700-800 habitants.

### Pyramide des âges
La population de la commune est relativement jeune.
En 2018, le taux de personnes d'un âge inférieur à 30 ans s'élève à 33,3 %, soit au-dessus de la moyenne départementale (30,2 %). À l'inverse, le taux de personnes d'âge supérieur à 60 ans est de 27,2 % la même année, alors qu'il est de 32,3 % au niveau départemental.
En 2018, la commune comptait 436 hommes pour 418 femmes, soit un taux de 51,05 % d'hommes, largement supérieur au taux départemental (48,41 %).
Les pyramides des âges de la commune et du département s'établissent comme suit.
| Hommes | Classe d’âge | Femmes |
| ------ | ------------ | ------ |
| 0,7    | 90 ou +      | 1,4    |
| 6,2    | 75-89 ans    | 8,4    |
| 19,7   | 60-74 ans    | 17,9   |
| 20,9   | 45-59 ans    | 18,4   |
| 20,2   | 30-44 ans    | 19,6   |
| 18,1   | 15-29 ans    | 14,1   |
| 14,2   | 0-14 ans     | 20,1   |

| Hommes | Classe d’âge | Femmes |
| ------ | ------------ | ------ |
| 1      | 90 ou +      | 2,7    |
| 9,2    | 75-89 ans    | 12     |
| 20,6   | 60-74 ans    | 21,3   |
| 20,7   | 45-59 ans    | 20,3   |
| 16,8   | 30-44 ans    | 16     |
| 15,6   | 15-29 ans    | 13,4   |
| 16,1   | 0-14 ans     | 14,3   |

## Économie

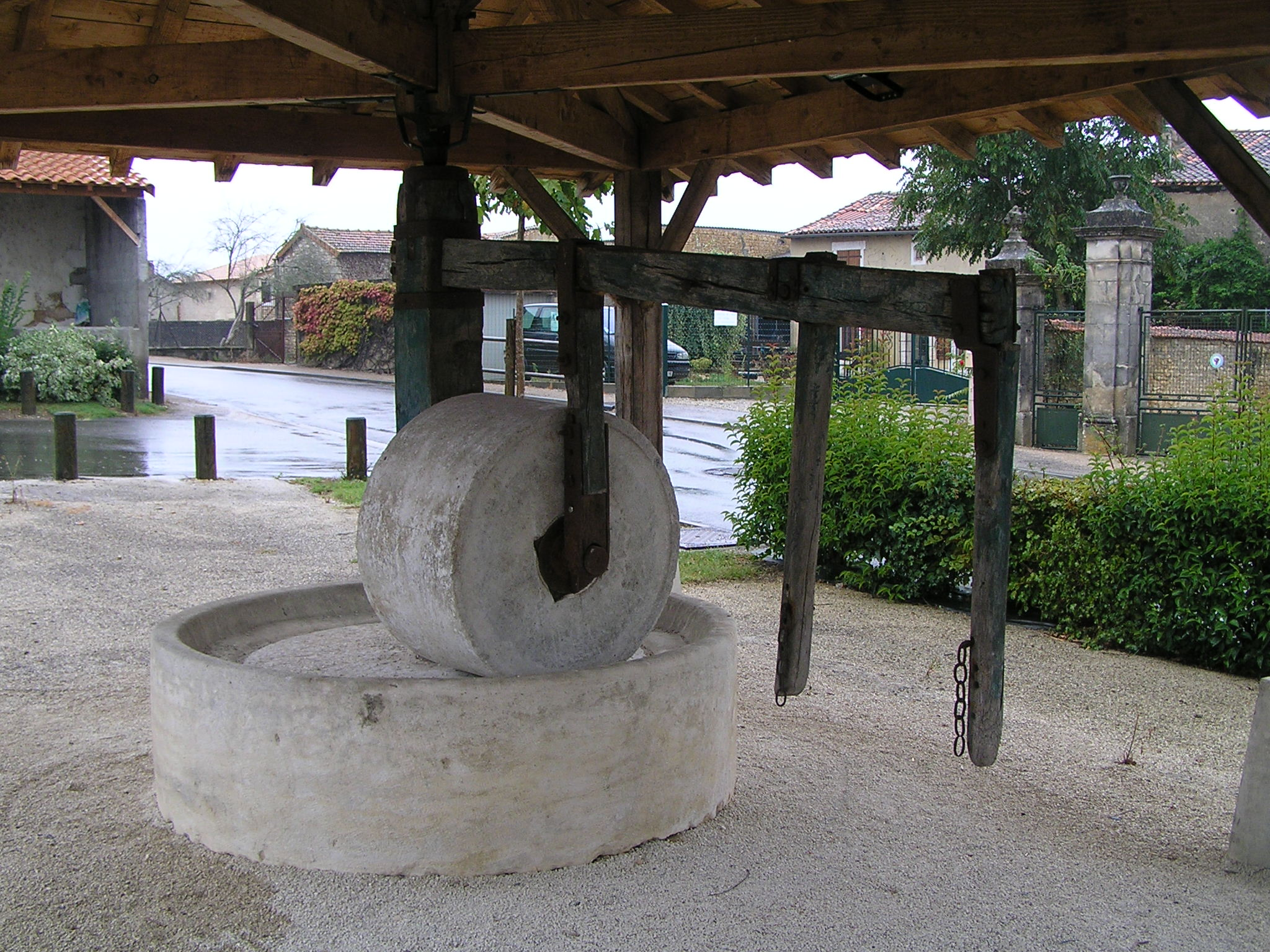
Meule à grains.

### Agriculture
La viticulture occupe une petite partie de l'activité agricole. La commune est située dans les Bons Bois, dans la zone d'appellation d'origine contrôlée du cognac.

### Industrie
Au XIXe siècle trois carrières de pierre de taille étaient exploitées sur la commune, chez les Foucauds, à la Moussière, et chez les Fouilloux.

### Commerces
Deux épiceries, un bar-tabac, un restaurant, une boulangerie-pâtisserie et un coiffeur.

### Artisans
Un grand nombre d'artisans et d'entrepreneurs sont installés sur la commune : électricité, garage automobile, menuiserie, maçonnerie, peintre en bâtiment, plâtrier-carreleur, plomberie et travaux agricoles.

### Tourisme
On trouve 3 gîtes ruraux dont 2 sont ouverts toute l'année.
Aux Granges d'Agris, on peut voir une meule à grains et une presse à vis.

## Équipements, services et vie locale
Agris a une agence postale.

### Enseignement

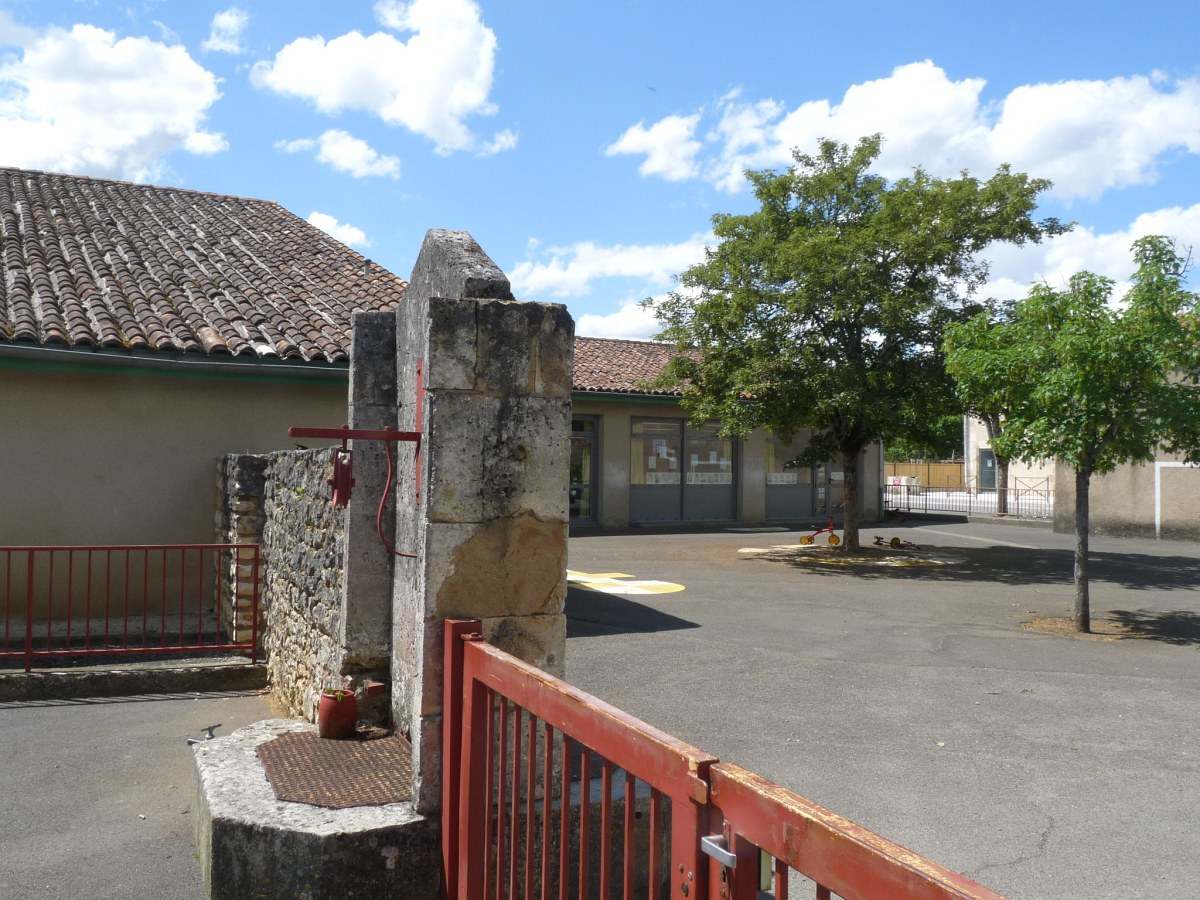
L'école primaire.

L'école est un RPI entre Agris et La Rochette. Agris accueille l'école primaire et La Rochette seulement l'école élémentaire. L'école d'Agris est située au bourg.

### Sport et activités
Le club de foot de le SC Agris joue au stade Marc-Labrousse. Depuis l'arrivée de son président Nicolas Michel en 2021, le club a aujourdhui 2 équipes séniors et une école de foot.
Il existe aussi une association pour la pratique du tennis et de la pétanque, un centre équestre qui se trouve au lieu-dit chez Pelet, un club de quad, de balades en motos, ainsi qu'une société de chasse, un club des aînés et une association de parents d'élèves.
La commune est équipée d'un centre de loisirs et d'une bibliothèque.
Il y a aussi un circuit d'autocross qui a accueilli le championnat de France plusieurs années[Quand ?], mais qui est fermé depuis 2010.

### Santé
On compte deux médecins généralistes et un service d'aide à domicile.

## Culture locale et patrimoine

### Lieux et monuments

#### Patrimoine religieux
L'église paroissiale Saint-Caprais date des XIIe siècle, XIIIe et XIVe siècles et a été inscrite monument historique en 1925. Elle dépendait du prieuré de Saint-Florent de La Rochefoucauld. Il s'y trouve une pièce d'orfèvrerie en cuivre argenté, classé au titre d'objet en 1913. C'est un bénitier portatif et son goupillon encore nommé seau à eau bénite et son aspersoir datant de la fin du XVIIIe siècle.
La croix de la Tuilière est une croix de chemin située à la jonction du chemin vicinal de la Grange vers le bourg et de celui vers les Chevilloux. Elle a été inscrite monument historique par arrêté du 19 décembre 1986.

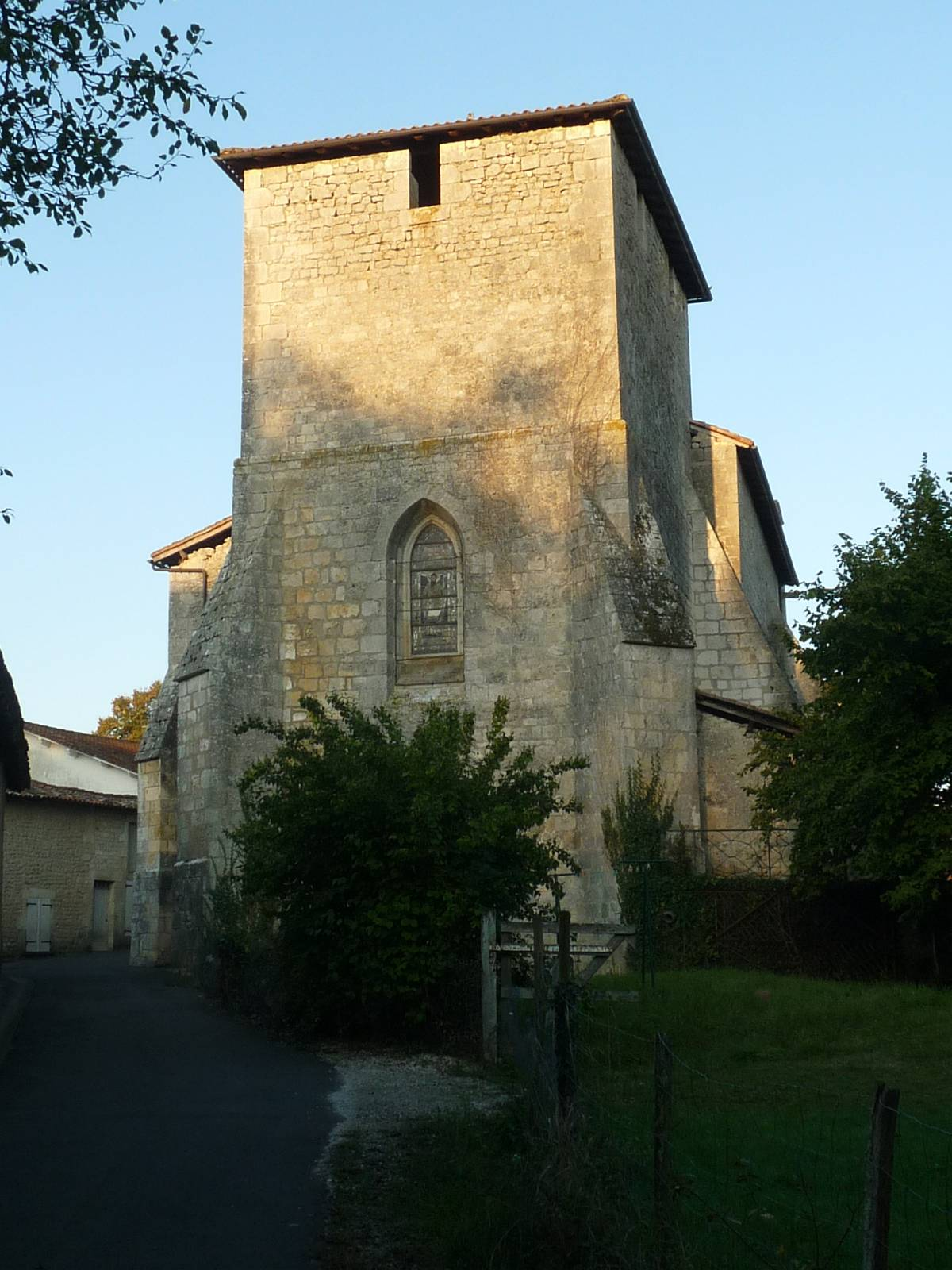
L'église
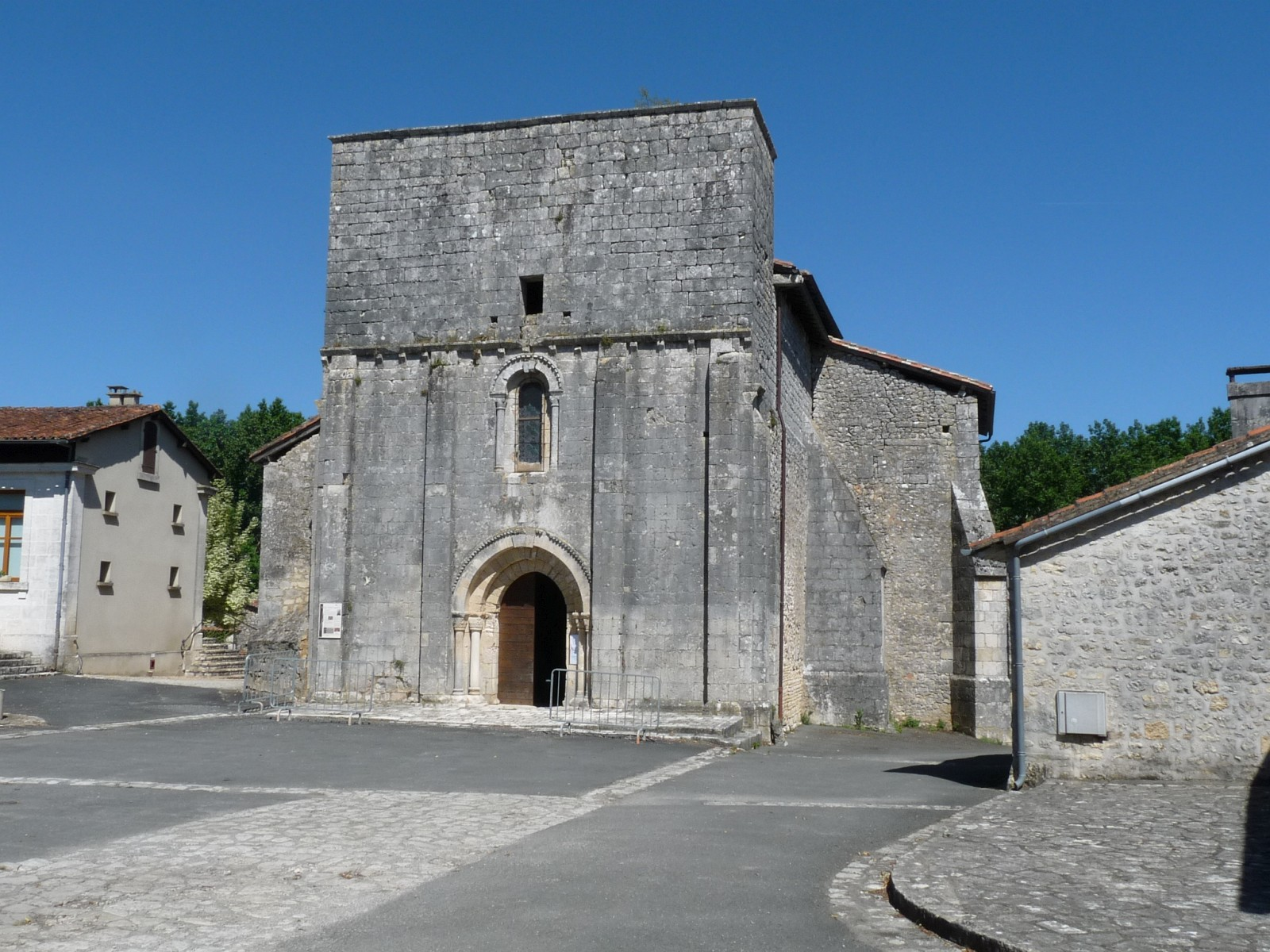
Saint-Caprais.
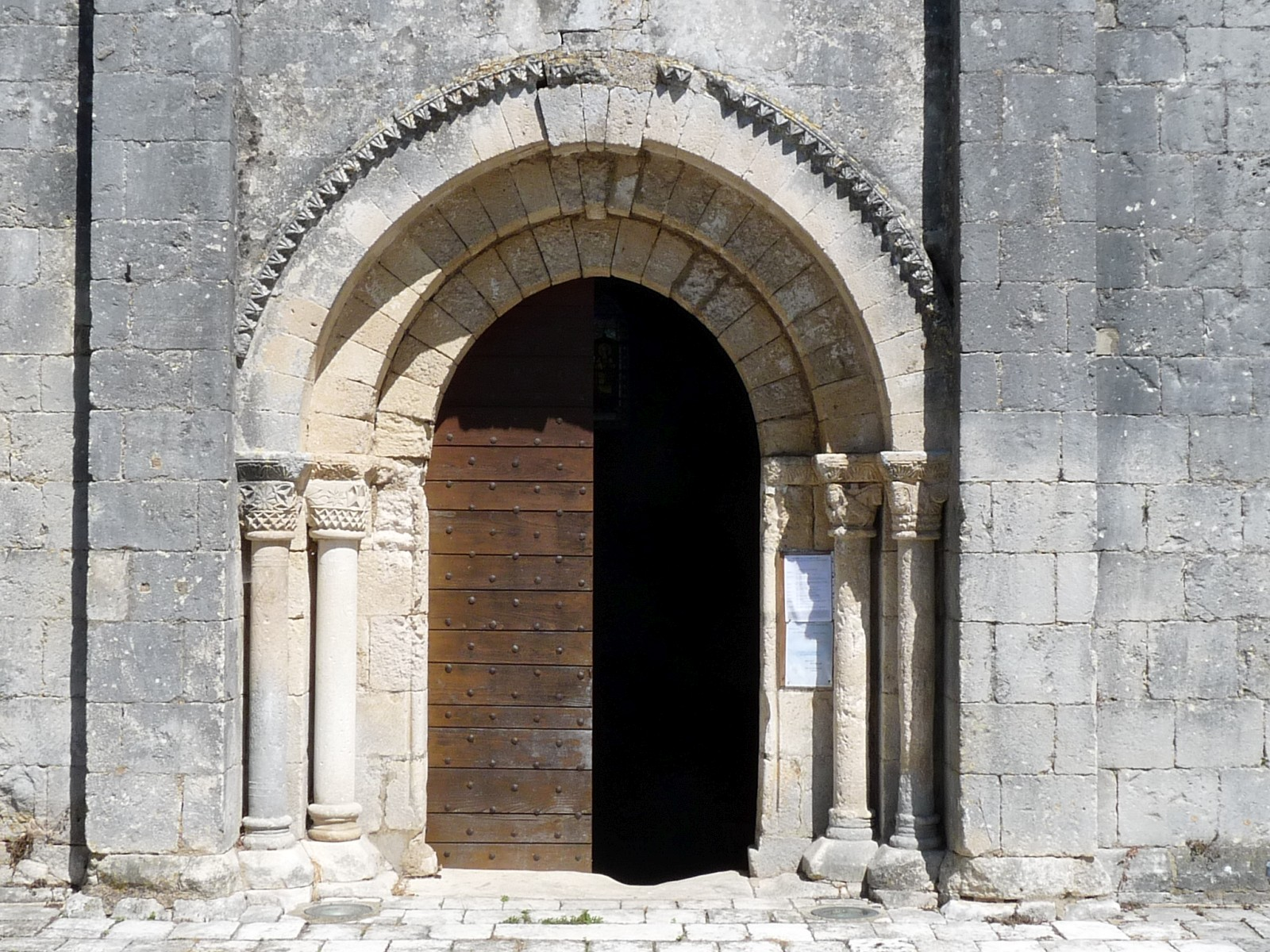
Portail de l'église.
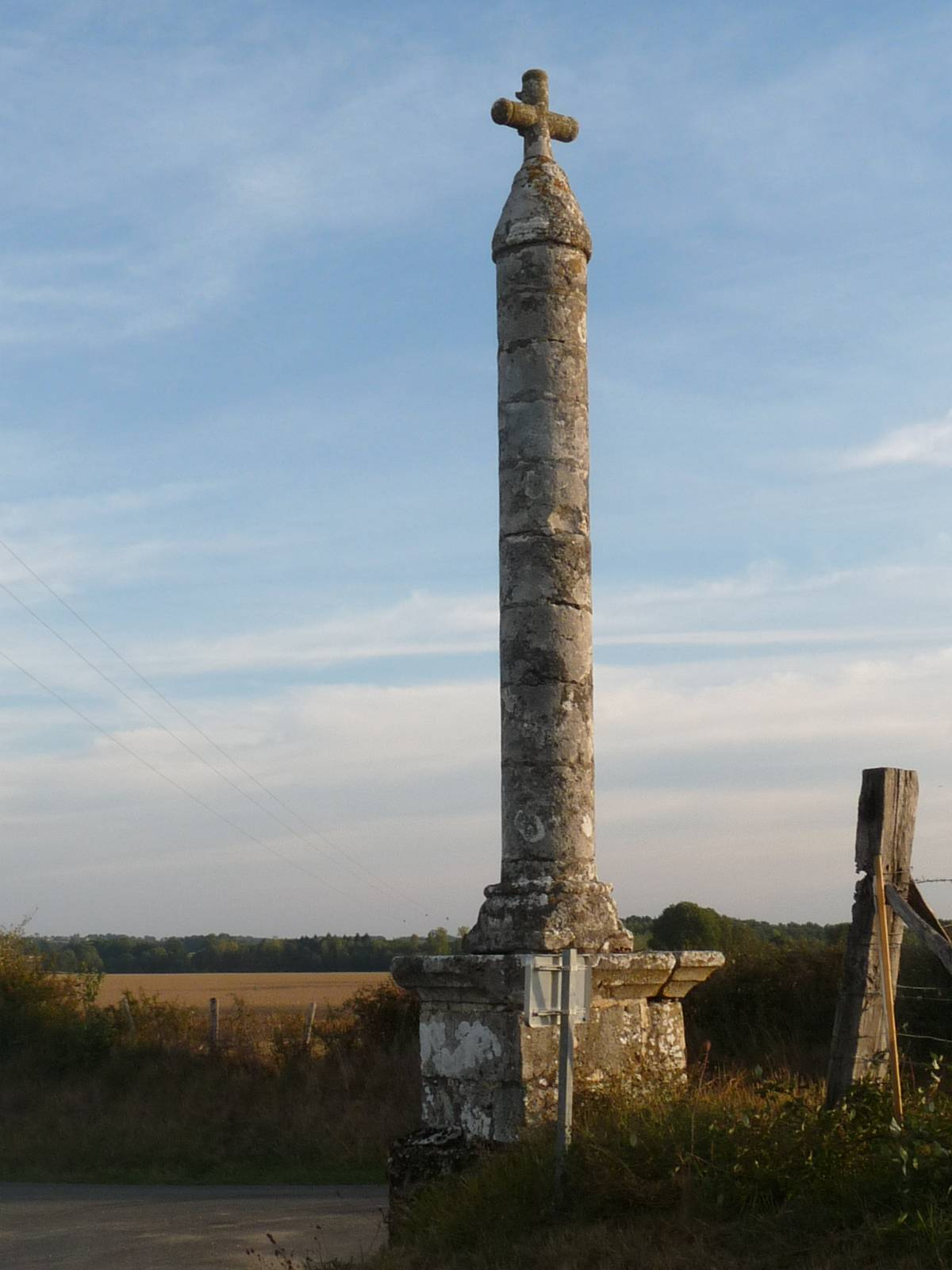
Croix de la Tuilière.

#### Patrimoine civil

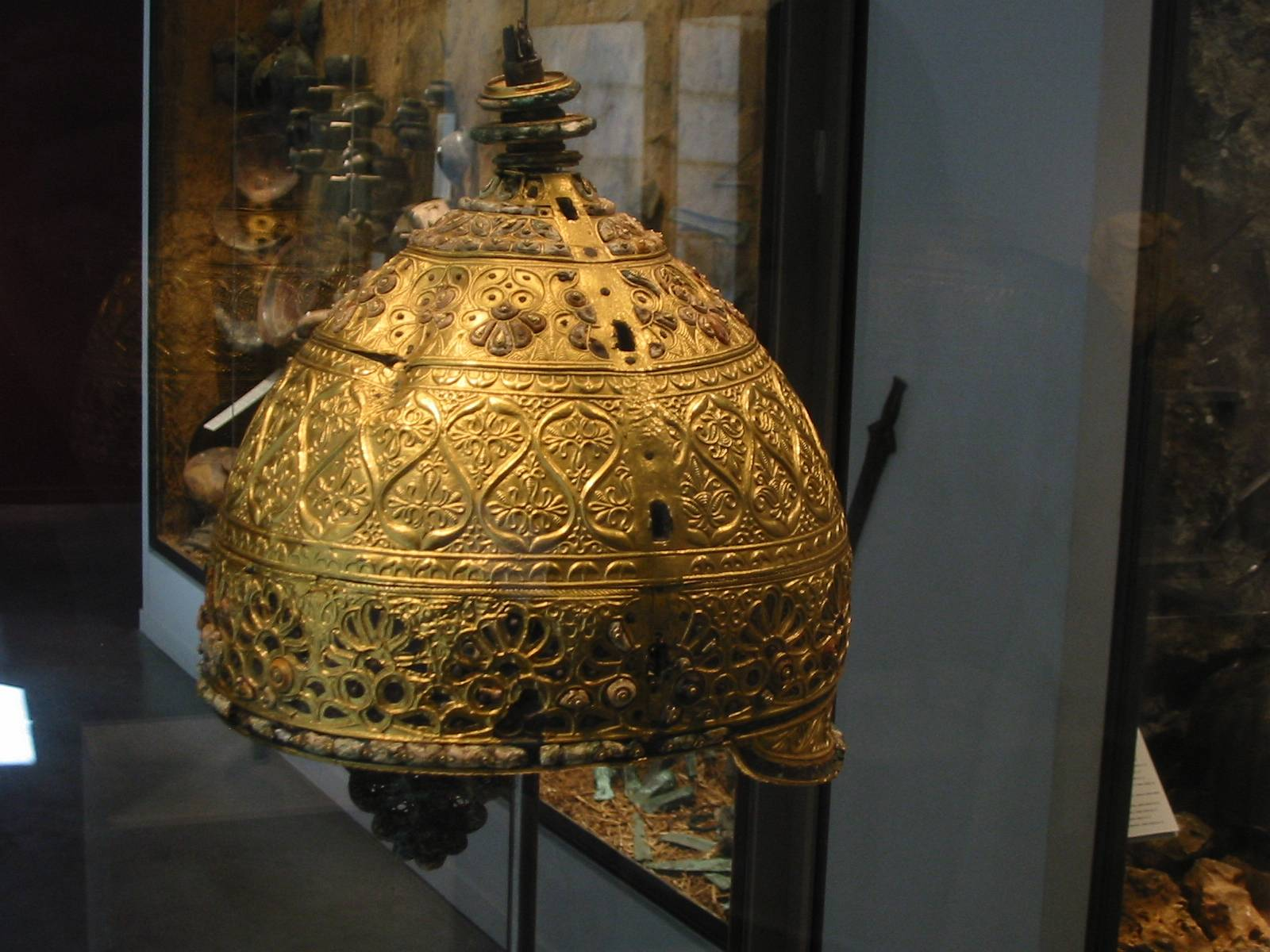
Le casque d'Agris, au musée d'Angoulême.

Le casque d'Agris, un casque d'apparat celte datant du IVe siècle av. J.-C., a été trouvé en 1981 lors de fouilles archéologiques dans la grotte des Perrats. Ce casque a été réalisé avec une coque de fer et un placage de feuilles d’or sur le bronze ornées de motifs végétaux recouverts de feuilles d'or appliquées et rehaussées de corail. Il est exposé au musée d'Angoulême.
Le site du Fouilloux comporte une structure fossoyée, datée du Bronze moyen lors de la fouille, mais date de fait incertaine, largement ouverte vers l'ouest, où un empierrement remplace le fossé sur la zone d'entrée.
La statue du dieu assis d'Agris montre l'existence des « dieux gauchers » gallo-romains.
Le château du Fouilloux, le portail et la clôture du Puyssaguet sont à signaler.

#### Patrimoine environnemental
La forêt domaniale de la Braconne, la vallée de la Tardoire et celle du Bandiat sont d'un grand intérêt floristique et faunistique. Ils sont en zone Natura 2000.

### Légende

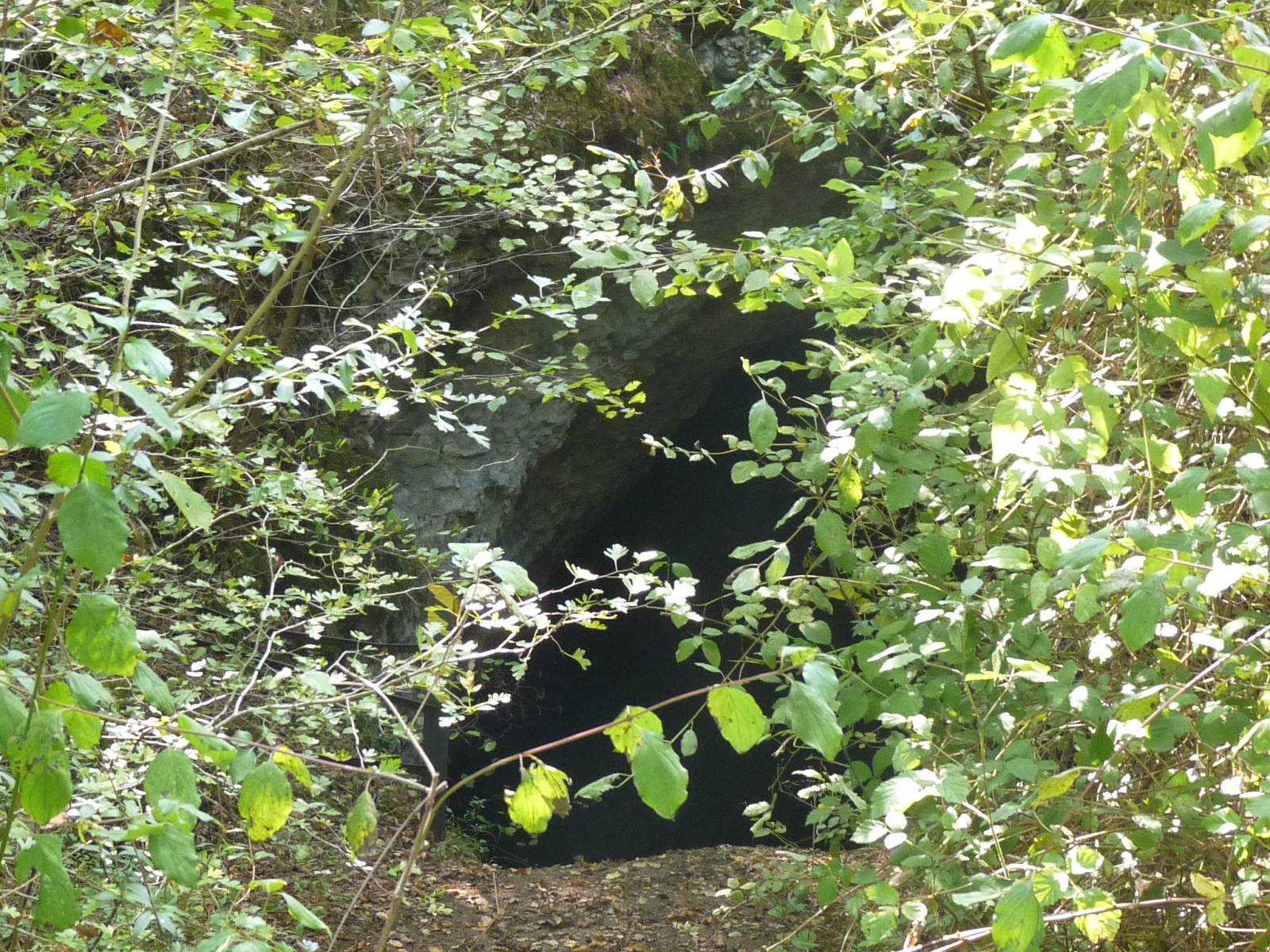
Entrée de la Fosse mobile.

Légende de la Fosse mobile : un homme ayant tué son père et voulant dissimuler son cadavre aurait erré toute une nuit pour trouver cette fosse, qui se dérobait et bougeait sans cesse pour ne pas être complice de ce parricide. Au petit matin, on aurait trouvé l'homme épuisé, couché au côté du cadavre de son père.